# Hotter than July
Hotter than July — музичний альбом Стіві Вандера. Виданий 29 вересня 1980 року лейблом Tamla. Загальна тривалість композицій становить 45:52. Альбом відносять до напрямку поп, R&B,хауз.

## Список пісень
1. «Did I Hear You Say You Love Me» (Вандер) — 4:07
2. «All I Do» (muzyka: Wonder; słowa: Wonder, Clarence Paul, Morris Broadnax) — 5:06
3. «Rocket Love» (Вандер) — 4:39
4. «I Ain't Gonna Stand for It» (Вандер) — 4:39
5. «As If You Read My Mind» (Вандер) — 3:37
6. «Master Blaster (Jammin')» (Вандер) — 5:07
7. «Do Like You» (Вандер) — 4:25
8. «Cash in Your Face» (Вандер) — 3:59
9. «Lately» (Вандер) — 4:05
10. «Happy Birthday» (Вандер) — 5:57